# 李簡
李簡（？—631年5月9日），中国唐朝唐太宗李世民第十二子，后宫所生。
貞觀五年二月二十日（631年3月28日），李簡封代王。貞觀五年四月初三日（631年5月9日），去世。无後嗣，封国代国废除。

## 传记资料
- 《旧唐書》卷七十六·列传第二十六·代王簡传
- 《新唐書》卷八十·列传第五·代王簡传

1. ↑  歐陽修.  （中文）. 庚戌，封子愔為梁王，貞漢王，惲郯王，治晉王，慎申王，囂江王，簡代王。四月壬辰，代王簡薨。